# Kościuszko na koniu
Kościuszko na koniu – obraz olejny (szkic), będący fragmentem obrazu Bitwa pod Racławicami prezentowanego w Panoramie Racławickiej, namalowany w 1893 przez polskich malarzy Wojciecha Kossaka i Jana Stykę. Szkic znajduje się w zbiorach Muzeum Narodowego w Krakowie.

## Opis
Szkic postaci Tadeusza Kościuszki jest wycinkiem ze sceny ataku polskich kosynierów na baterię rosyjskich armat w czasie bitwy pod Racławicami, stoczonej 4 kwietnia 1794 podczas insurekcji kościuszkowskiej. 
Na cząstkowo ujętym fragmencie wzniesienia, Najwyższy Naczelnik Siły Zbrojnej Narodowej Kościuszko został przedstawiony jako wydający rozkazy dowódca, dosiadający zwróconego w lewo, gniadego konia. Słońce rozjaśnia jego białokremową sukmanę z połami rozwianymi ku tyłowi, a spod założonej na głowie miękkiej magierki, wymykają się kosmyki czerniawych włosów. Prawą ręką Tadeusz Kościuszko wskazuje kierunek ataku położony w dali przed sobą, lewą ściąga wodze konia. Skupiony i spokojny Naczelnik jest wyprostowany, brodę ma lekko uniesioną do góry, głowę zwróconą w prawo. Koń zatrzymany przez Kościuszkę z lekko obniżonym zadem na zgiętych tylnych nogach ma rozwiany ogon i grzywę, błyszczącą ciemnobrązową, miejscami czerniejącą sierść i białe pęciny. Przez beż w górnej części tła, przebijają plamy błękitu. Całość spowita jest ciepłym, jasnożółtym światłem słonecznym padającym od prawej.